# Banovina del Morava
La Banovina del Morava o el Banato de Morava (en serbocroata: Моравска бановина; Moravska banovina), era una de las banovinas del Reino de Yugoslavia entre los años 1929 y 1941. Esta provincia consistía en partes de la actual Serbia Central (incluyendo Vučitrn y Podujevo en Kosovo) y fue nombrado por los ríos de la Gran Morava. La ciudad capital era Niš.

## Historia

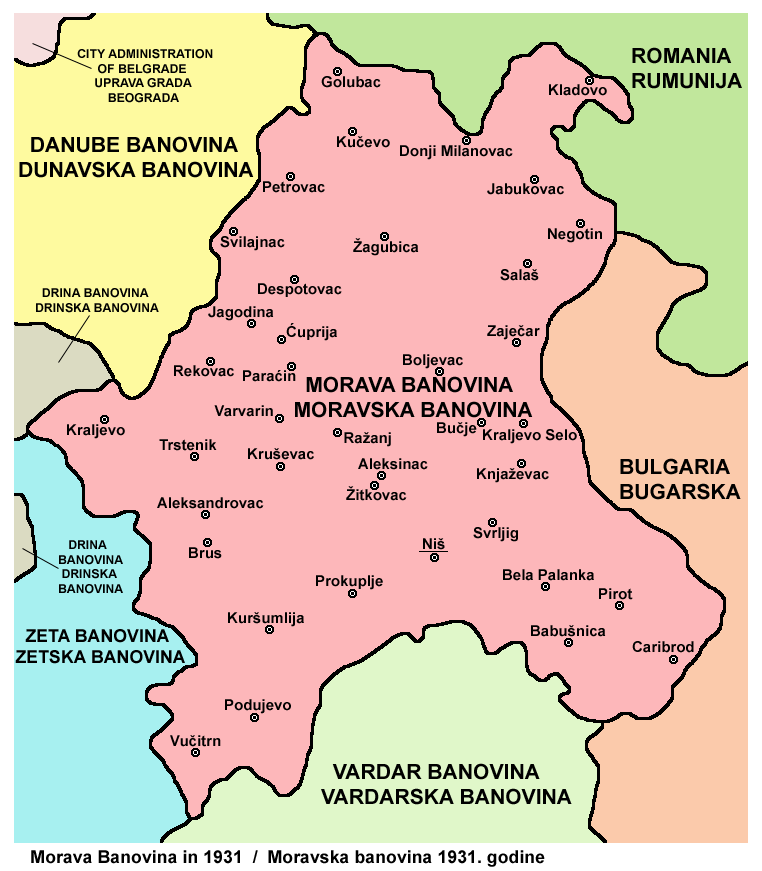
Banovina del Morava en 1931.

En 1941 y durante la Segunda Guerra Mundial, los Poderes del Eje ocuparon la Banovina del Morava y la provincia fue abolida, siendo dividida entre la Serbia ocupada por Alemania y Bulgaria, y la Albania ocupada por Italia. Después de la Segunda Guerra Mundial, la región hizo parte de Serbia dentro de la Yugoslavia socialista.

## Fronteras

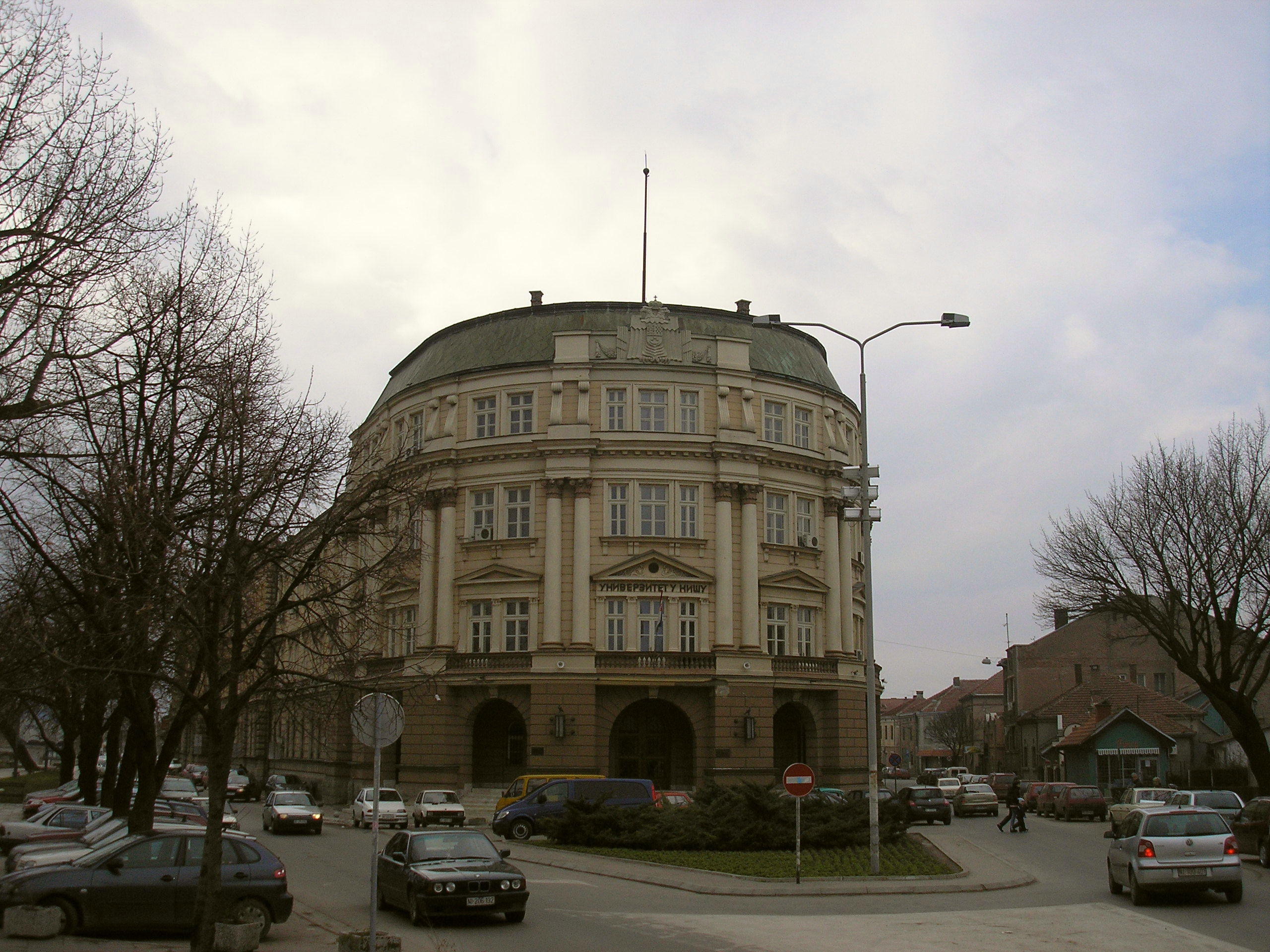
El edificio que sirvió como sede administrativa de la Banovina. Hoy sirve como Universidad de Niš, vista frontal.

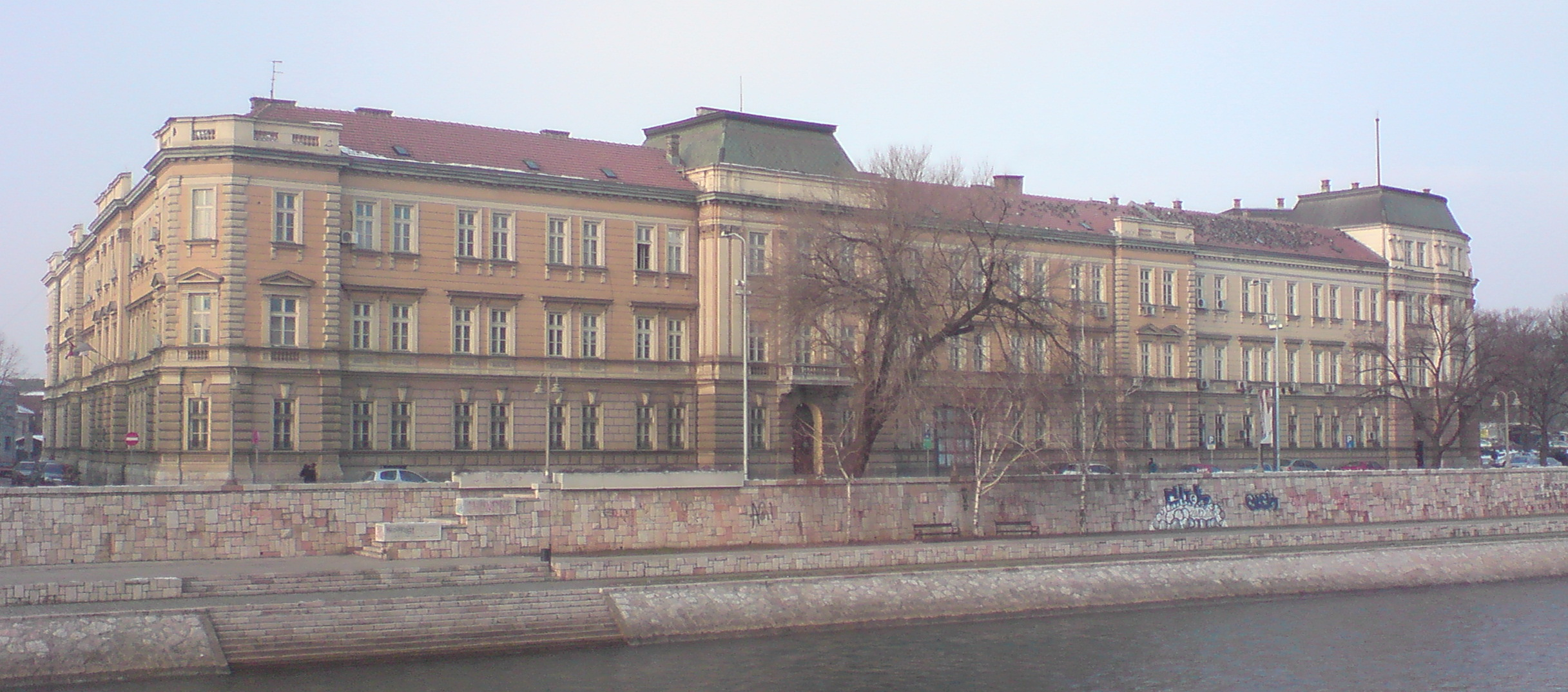
Vista lateral.

De acuerdo a la constitución del Reino de Yugoslavia de 1931: 

La Banovina del Morava limita limita al norte y al este con las fronteras estatales con Rumanía y Bulgaria, al igual que el límite sur del distrito de Lužnica (en Descani Kladenac). Desde este punto, el límite de la Banovina sigue los límites meridionales de los distritos de Lužnica, Niš, Dobrić, Prokuplje, Kosanica, Lab y Vučitrn, incluidos todos estos distritos, y en la intersección de los límites de los tres distritos de Vučitrn, Gračanica y Drenica se une al límite de la Banovina de Zeta. El límite luego continúa hacia el norte, coincidiendo con los límites de las banovinas de Zeta, Drina y Danubio.